# Кюри (единица измерения)
Кюри́ (русское обозначение: Ки; международное: Ci) — внесистемная единица измерения активности радионуклида. В Российской Федерации кюри допущен к использованию в качестве внесистемной единицы без ограничения срока с областью применения «ядерная физика, медицина». Международная организация законодательной метрологии (МОЗМ) в своих рекомендациях относит кюри к таким единицам измерения, «которые могут временно применяться до даты, установленной национальными предписаниями, но которые не должны вводиться, если они не используются». Название единицы кюри — несклоняемое существительное мужского рода.
Активность вещества равна 1 Ки, если в нём каждую секунду происходит 3,7⋅1010 радиоактивных распадов. Таким образом:
1 Ки = 3,7⋅1010 Бк (точно),
1 Бк ≈ 2,7027⋅10−11 Ки.
Значение 1 кюри изначально было определено как активность эманации радия (т. е. радона-222), находящейся в радиоактивном равновесии с 1 граммом радия-226. В настоящее время единица привязана к беккерелю (по определению, 1 Ки = 3,7⋅1010 Бк точно), чтобы избежать погрешности, связанной с определением периода полураспада радия-226 и составляющей несколько десятых долей процента.
Единица названа в честь французских учёных Пьера Кюри и Марии Склодовской-Кюри, открывших радий. Введена в употребление на Международном конгрессе по радиологии и электричеству в Брюсселе (1910).
Кроме кюри часто используются кратные и дольные единицы: гигакюри (ГКи), мегакюри (МКи), килокюри (кКи), милликюри (мКи), микрокюри (мкКи), нанокюри (нКи) и пикокюри (пКи):
- 1 ГКи = 3,7⋅1019 Бк (распадов в секунду) ≈ 2,22⋅1021 распадов в минуту,
- 1 МКи = 3,7⋅1016 Бк ≈ 2,22⋅1018 распадов в минуту,
- 1 кКи = 3,7⋅1013 Бк ≈ 2,22⋅1015 распадов в минуту,
- 1 мКи = 3,7⋅107 Бк ≈ 2,22⋅109 распадов в минуту,
- 1 мкКи = 3,7⋅104 Бк ≈ 2,22⋅106 распадов в минуту,
- 1 нКи = 3,7⋅101 Бк ≈ 2,22⋅103 распадов в минуту,
- 1 пКи = 3,7⋅10-2 Бк ≈ 2,22 распада в минуту.

Человеческий организм содержит природный радионуклид калий-40 (изотопная распространённость 0,0117(1) %, период полураспада 1,248 млрд лет), активность которого примерно 0,1 мкКи (4—5 кБк).
С помощью кюри выражаются также производные единицы объёмной, удельной и поверхностной активности, например Ки/л, мкКи/кг, Ки/км2.